# Aimé Van Avermaet
Aime Van Avermaet, né le 30 juillet 1935 à Zele et mort le 30 avril 2009 à Termonde,, est un coureur cycliste belge. Il participe à des compétitions durant les années 1950 et 1960.

## Biographie
En 1955, Aimé Van Avermaet termine troisième du championnat de Belgique amateurs. L'année suivante, il se distingue au plus haut niveau en finissant dixième du Tour de Lombardie, alors qu'il évolue encore avec une licence d'indépendant. Il passe ensuite professionnel en 1958 et le reste jusqu'en 1963. Durant cette période, il obtient quelques places d'honneur dans des kermesses belges. Il ne décroche toutefois aucune victoire. 
Son fils Ronny et son petit-fils Greg ont eux aussi été coureurs cyclistes au niveau professionnel. 

## Palmarès
- 1955
  - Bruxelles-Opwijk
  - 2e du Circuit des Neuf Provinces
  - 3e du championnat de Belgique sur route amateurs
- 1956
  - 2e et 3e étapes du Circuit des Neuf Provinces
  - 3e de Bruxelles-Enghien
  - 3e d'Anvers-Vinkt
  - 10e du Tour de Lombardie
- 1957
  - 3e du Circuit de la Meuse
- 1960
  - 3e du Circuit des régions frontalières